# Parco nazionale di Bükk
Il parco nazionale di Bükk (in ungherese: Bükki Nemzeti Park) è un'area naturale protetta ungherese che si trova nei monti Bükk nell'Ungheria settentrionale, presso Miskolc.
Istituito nel 1976, è il terzo parco nazionale per data di costituzione. La superficie totale è di 431.3 km² (di cui 37.74 km² sono a protezione speciale). È il maggiore parco nazionale per superficie.
All'interno del parco si trovano i paesi di Lillafüred, Szilvásvárad e Répáshuta.
Nel parco sono presenti tutte le manifestazioni di carsismo tipiche delle montagne calcaree: caverne abitate in epoca preistorica, grotte e abissi, cascate.